# Laranjeiras
Laranjeiras là một đô thị thuộc bang Sergipe, Brasil. Đô thị này có diện tích 163,4 km², dân số năm 2007 là 23923 người, mật độ 146,41 người/km².